# Transformers Animated
Transformers Animated är en amerikansk animerad TV-serie baserad på Transformers. Serien debuterade i Cartoon Network den 26 december 2007 och har visats i NickToons i Storbritannien sedan mars 2008. Den producerades av Cartoon Network Studios och animerad av japanska animeringsstudior  Jetix (Rumänien och Ryssland) började sända serien den 11 oktober 2008.
Det första avsnittet planerades att sändas 3-4 november 2007 på ett Transformerskonvent, NTFA Mini-Con i Arlöv i Sverige, men den amerikanske leksakstillverkaren Hasbro stoppade sändningen av hela avsnitt, och avsnittet kortades ner till att bara omfatta 11 minuter. Avsnitt av serien kan hämtas gratis på Kabillions webbsida.

## Handling
Fem Autoboter (Optimus Prime, Bumblebee,  Ratchet, Prowl, och  Bulkhead) finner Allspark och snart utbryter långvariga strider mellan Autoboterna och deras fiender Bedragarna. Efter strider i rymden strandar Autoboterna i det 21:a århundrades Detroit där de verkar som superhjältar, som kämpar mot både Bedragarna och mänskliga superskurkar.
Berättelserna utspelar sig främst i Detroit, där striderna nu pågår på Jorden. Istället för att som tidigare kallas Motor City, har orten blivit Robot City efter Dr. Isaac Sumdacs robotiska skapelser. Sari Sumdac, hans 8-åriga dotter, är den mänsklige huvudkaraktären som räddar Autoboterna då de landar på Jorden.

## Produktion
Serien animerades av japanska animeringsstudion MOOK DLE, The Answer Studio (den japanska studio som animerade Super Robot Monkey Team Hyperforce Go!), och Studio 4 °C. 
Arbetsnamnet var Transformers: Heroes, men titeln ändrades för att inte förväxlas med den film som hade biopremiär i juli 2007. The series is distributed internationally by Entertainment Rights. 

## Datorspel
Det första datorspelet baserad på serien släpptes för Nintendo DS i oktober 2008.